# Warhammer: Inwazja

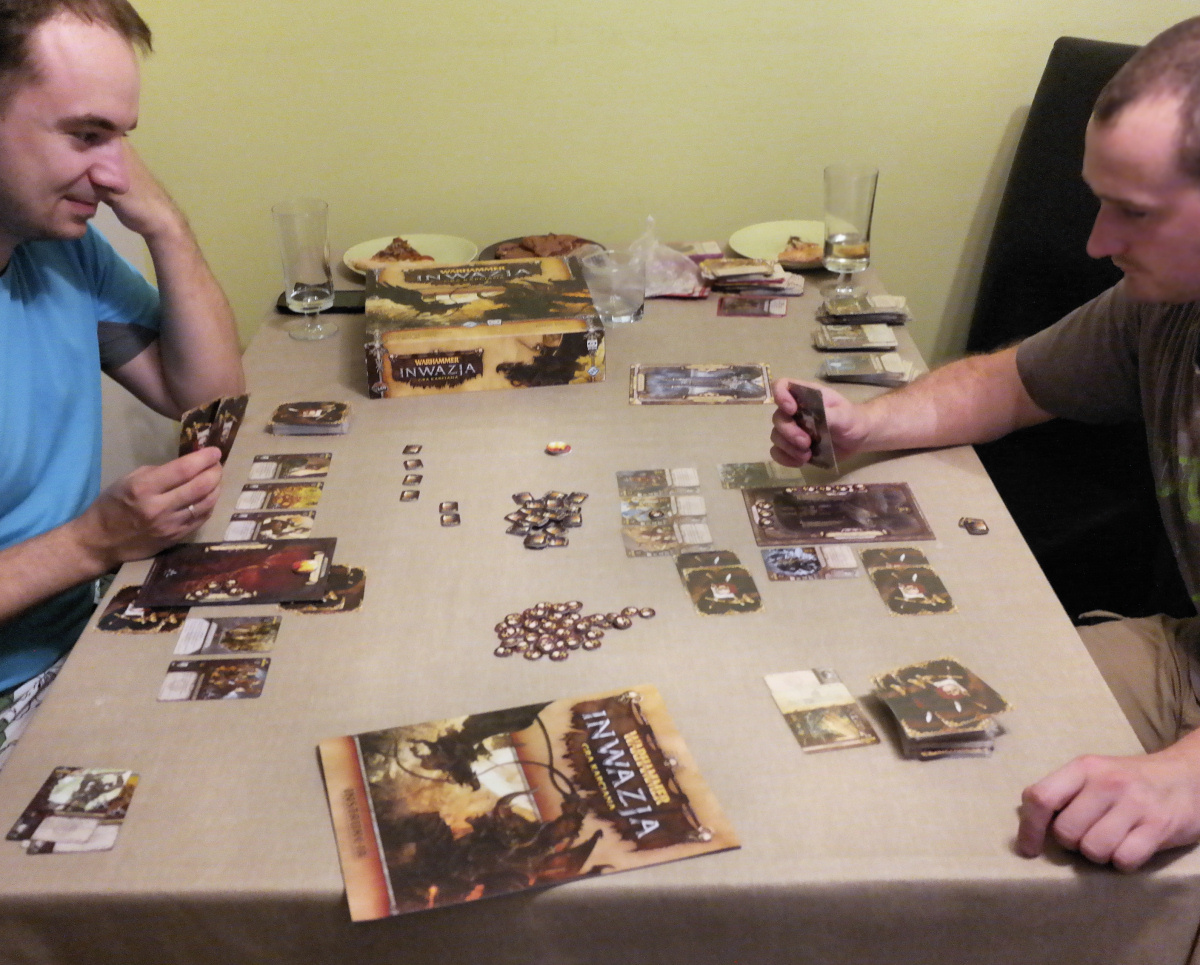
Rozgrywka dwuosobowa

Warhammer: Inwazja (ang. Warhammer: Invasion) – kolekcjonerska gra karciana osadzona w uniwersum Warhammera Fantasy. Została wydana przez Fantasy Flight Games w 2009, a jej polskie tłumaczenie zostało przygotowane przez wydawnictwo Galakta.

## Zasady gry
Gracze tworzą talię składającą się z 50 do 100 kart używając maksymalnie trzech egzemplarzy danej karty. Każdy z graczy posiada stolicę, składającą się z trzech stref. Celem gry jest zniszczenie co najmniej dwóch z trzech stref stolicy przeciwnika. Można tego dokonać przez zagrywanie kart jednostek oraz taktyk.
Każda strefa stolicy pełni różne funkcje:
- królestwo – zwiększa przychód zasobów niezbędnych do wystawiania kolejnych kart,
- misja – pozwala realizować misje specjalne oraz decyduje o ilości otrzymywanych kart,
- pole bitwy – pozwala na atakowanie jednostkami stolicy przeciwnika,

Karty są oznaczone jednym z sześciu symboli frakcji zwanych rasami:
- Imperium
- Krasnoludy
- Elfy Wysokiego Rodu
- Chaos
- Mroczne elfy
- Orkowie

W grze istnieją również karty neutralne, które nie są oznaczone symbolem żadnej rasy.

## Rozszerzenia
Oprócz zestawu podstawowego gry dostępne są różne rozszerzenia, oferujące nowe karty:
- Szturm na Ulthuan (Assault on Ulthuan)[4]
- Marsz potępionych (March of the Damned)[5]
- Legendy (Legends)[6]
- Kataklizm (Cataclysm)[7]
- Ukryte Królestwa (Hidden Kingdoms)[8]

Zestawy bitewne:
- Cykl Spaczenia (The Corruption Cycle)
- Cykl Wrogów (The Enemy Cycle)
- Cykl Morrslieba (The Morrslieb Cycle)
- Cykl Stolicy (The Capital Cycle)
- Cykl Krwawej Wyprawy (The Bloodquest Cycle)
- Cykl Wiecznej Wojny (The Eternal War)